# 氧化镉
氧化镉是镉的氧化物，分子式为CdO，可致癌。
氧化镉可溶于酸，生成 [Cd(H2O)6]2+；也可溶于碱，生成 [Cd(OH)4]2−。